# William & Kate - Un amore da favola
William & Kate - Un amore da favola (William & Catherine - A Royal Romance) è un film per la televisione del 2011 che racconta la storia d'amore tra il Principe William e Kate Middleton, dall'incontro all'Università di St. Andrews ai preparativi per le nozze. Scritto da Christopher Momenee, il film è diretto da Linda Yellen, produttrice nel 1982 di Il romanzo di Carlo e Diana, che narrava l'incontro e il matrimonio dei genitori di William.
Girato in location principalmente a Bucarest, in Italia è stato trasmesso in prima visione il 19 settembre 2012 su Italia 1 con uno share del 5.83%. In occasione della nascita del primogenito della coppia, George Alexander Louis, il film è stato replicato in seconda serata il 26 luglio 2013 e seguito da 539.000 telespettatori con uno share del 5,91%.

## Trama
Iscritto all'Università di St. Andrews, il giovane erede al trono britannico William, figlio di Carlo, Principe di Galles, e Lady Diana, incontra per la prima volta la compagna di studi Kate Middleton. Tra i due nasce una bella amicizia che, col passare del tempo, si trasforma in un sentimento dolce e sincero. Ma la pressione mediatica che subito inizia a tormentare la giovane, com'era stato per Diana, e la lontananza tra i due dopo il conseguimento del diploma, porta William e Kate a rompere bruscamente il rapporto. Ma William, ansioso per come sono andate le cose e forte del consiglio che sua madre gli aveva dato in un attimo di sconforto, “Trai forza dall'amore della tua vita, e proteggilo a qualsiasi costo”, è deciso a non ripetere gli errori del padre, e che per niente al mondo vorrebbe perdere Kate. Chiariti tutti i malintesi, tra i due rinasce un rapporto idilliaco che culminerà nella richiesta di matrimonio, fatta durante un romantico viaggio in Kenya, e ai preparativi per le nozze, suggellate dall'anello di zaffiri e diamanti che anni prima era stato al dito di Lady Diana.